# Olympische Sommerspiele 1984/Teilnehmer (Neuseeland)
| Gelbes Symbol für Goldmedaillen mit stilisierten Olympischen Ringen | Graues Symbol für Silbermedaillen mit stilisierten Olympischen Ringen | Braundes Symbol für Bronzemedaillen mit stilisierten Olympischen Ringen |
| ------------------------------------------------------------------- | --------------------------------------------------------------------- | ----------------------------------------------------------------------- |
| 8                                                                   | 1                                                                     | 2                                                                       |

Neuseeland nahm an den Olympischen Sommerspielen 1984 in Los Angeles mit 135 Sportlern sowie 59 Offiziellen teil.
Die Athleten gewannen elf Medaillen, darunter acht Goldmedaillen. Damit konnte sich Neuseeland erstmals unter den ersten zehn Teams auf dem Medaillenspiegel einreihen.
Flaggenträger war John Walker.

## Medaillengewinner

### Gold
- Ian Ferguson – Kajak, 1500 Meter Einer
- Alan Thompson – Kajak, 1000 Meter Einer
- Ian Ferguson, Paul MacDonald – Kajak, 500 Meter Zweier
- Ian Ferguson, Alan Thompson, Grant Bramwell, Paul MacDonald – Kajak, 1000 Meter Vierer
- Mark Todd – Reiten, Vielseitigkeit, Einzelwertung
- Rex Sellers, Chris Timms – Segeln, Tornado Mannschaft
- Shane O’Brien, Les O’Connell, Conrad Robertson, Keith Trask – Rudern, Vierer ohne Steuermann
- Russell Coutts – Segeln Finn

### Silber
- Kevin Barry – Boxen; Leichtschwergewicht

### Bronze
- Brett Hollister, Kevin Lawton, Barrie Mabbott, Don Symon, Ross Tong – Rudern, Vierer mit Steuermann
- Bruce Kendall – Segeln, Windglider

## Teilnehmer nach Sportarten

### Bogenschießen
Männer
- Dale Lightfoot – 2417 Ringe, 34. Platz

Frauen
- Ann Shurrock – 2422 Ringe, 23. Platz
- Neroli Fairhall – 2357 Ringe, 35. Platz

### Boxen
- Kevin Barry

- Leichtschwergewicht:  Silber

- Michael Kenny

- Schwergewicht

### Fechten
- Martin Brill

- Degen: 15. Platz

- David Cocker

- Degen: 50. Platz

### Gewichtheben
- Michael Bernard

- Leichtschwergewicht: Platz 8

- Kevin Blake

- Schwergewicht (bis 100 kg): Platz 9

- Allister Nalder

- Leichtschwergewicht: Platz 10

### Hockey
Herren
- Jeffrey Archibald, Husmukh Bhikha, Chris Brown, George Carnoutsos, Peter Daji, Laurie Gallen, Stuart Grimshaw, Trevor Laurence, Maurice Marquet, Grant McLeod, Brent Miskimmin, Peter Miskimmin, Arthur Parkin, Ramesh Patel, Graham Sligo, Robin Wilson: 7. Platz

Damen
- Christine Arthur, Cathy Baker, Robyn Blackman, Mary Clinton, Lesley Elliott, Jane Goulding, Shirley Haig, Harina Kohere, Jan Martin, Jennifer McDonald, Sue McLeish, Sandra Mackie, Lesley Murdoch, Jillian Smith, Isobel Thomson, Barbara Tilden: 6. Platz

### Judo
Männer
- Bill Vincent

- Mittelgewicht: 2. Runde

- Graeme Spinks

- Halbmittelgewicht: Runde 1

- Shaun O’Leary

- Leichtgewicht: Runde 1

### Kanu
- Ian Ferguson

- Einer-Kajak, 500 Meter:  Gold
- Zweier-Kajak, 500 Meter:  Gold
- Vierer-Kajak, 1000 Meter:  Gold

- Alan Thompson

- Einer-Kajak, 1000 Meter:  Gold
- Vierer-Kajak, 1000 Meter:  Gold

- Paul MacDonald

- Zweier-Kajak, 500 Meter:  Gold
- Vierer-Kajak, 1000 Meter:  Gold

- Grant Bramwell

- Vierer-Kajak, 1000 Meter:  Gold

- Robert Jenkinson

- Zweier-Kajak, 1000 Meter: Halbfinale

- Edwin Richards

- Zweier-Kajak, 1000 Meter: Halbfinale

### Leichtathletik
Männer
- John Walker

- 5000 Meter: 8. Platz

- Tony Rogers

- 1500 Meter: Vorrunde

- Peter O’Donoghue

- 1500 Meter: 9. Platz

- Peter Renner

- 3000 Meter Hindernis: 11. Platz

- Rod Dixon

- Marathon: 10. Platz

- Derek Froude

- Marathon: 34. Platz

- Stephen Walsh

- Weitsprung: Qualifikationsrunde, 31. Platz

- Mike O’Rourke

- Speerwurf: Vorrunde; 28. Platz

- Peter Pearless

Frauen
- Dianne Rodger

- 3000 Meter: 9. Platz

- Lorraine Moller

- Marathon: 5. Platz

- Mary O’Connor

- Marathon: 27. Platz

- Anne Audain

- Marathon: dnf

- Lynnette Grime

- 400 Meter Hürden: Vorrunde

### Radsport
Männer, Bahnradfahren
- Murray Steele

- Sprint: Hoffnungsrunde

- Anthony Cuff

- 4000 Meter Einzelverfolgung: 11. Platz
- 4000 Meter Mannschaftsverfolgung: Vorrunde

- Craig Adair
1000 m Zeitfahren: 5. Platz

- 4000 Meter Mannschaftsverfolgung: Vorrunde

- Graeme Miller

- Punkterennen: Vorrunde
- 4000 Meter Mannschaftsverfolgung: Vorrunde

- Brian Fowler

- Punkterennen: 7. Platz
- 4000 Meter Mannschaftsverfolgung: Vorrunde
- Straßenrennen: 18. Platz

- Stephen Cox

- Straßenrennen: 37. Platz

- Roger Sumich

- Straßenrennen: AB

### Reiten
- Mark Todd

- Vielseitigkeit: Einzelwertung  Gold
- Vielseitigkeit: Mannschaftswertung Platz 6

- Mary Hamilton

- Vielseitigkeit: Einzelwertung Platz 22
- Vielseitigkeit: Mannschaftswertung Platz 6

- Andrew Nicholson

- Vielseitigkeit: Platz 28
- Vielseitigkeit: Mannschaftswertung Platz 6

- Andrew Bennie

- Vielseitigkeit: Platz 37
- Vielseitigkeit: Mannschaftswertung Platz 6

- John Cottle

- Springreiten: 1. Runde

### Rhythmische Sportgymnastik
- Tania Moss: 30. Platz

### Ringen
- Graeme Hawkins

- Freistil, Bantamgewicht: Runde 3

- Ken Reinsfield

- Freistil, Mittelgewicht: Platz 6

- Zane Coleman

- Freistil, Weltergewicht: Runde 2

### Rudern
Männer
- Gary Reid

- Einer: 7. Platz

- Allan Horan, Geoff Horan

- Zweier ohne Steuermann: 9. Platz

- Shane O’Brien, Les O’Connell, Conrad Robertson, Keith Trask – Rudern, Vierer ohne Steuermann:  Gold

- Brett Hollister, Kevin Lawton, Barrie Mabbott, Don Symon, Ross Tong – Rudern, Vierer mit Steuermann:  Bronze

- Nigel Atherfold, David Rodger, Roger White-Parsons, George Keys, Gregory Johnston, Christopher White, Andrew Stevenson, Mike Stanley, Andrew Hay – Achter mit Steuermann: 4. Platz

Frauen
- Stephanie Foster

- Einer: 7. Platz

### Schießen
- John Woolley

- Skeet: 26. Platz

- Stephen Petterson

- Kleinkaliber, liegend: 13. Platz

- Tony Clarke
laufende Scheibe: 19. Platz

### Schwimmen
Männer
- Anthony Mosse

- 200 Meter Freistil: Platz 24
- 100 Meter Schmetterling: Platz 6
- 100 Meter Schmetterling: Platz 5

- Mike Davidson

- 200 Meter Freistil: Platz 35
- 400 Meter Freistil: B-Finale, Platz 16
- 1500 Meter Freistil: Platz 14

- Gary Hurring

- 100 Meter Rücken: Platz 4
- 200 Meter Rücken: Platz 5

- Paul Kingsman

- 100 Meter Rücken: B-Finale, Platz 10
- 200 Meter Rücken: Platz 20

- Brett Austin

- 100 Meter Brustschwimmen: B-Finale, Platz 15
- 200 Meter Brustschwimmen: Platz 28

- Paul Kingsman, Brett Austin, Anthony Mosse, Gary Hurring

- 400 Meter Lagenstaffel: Platz 9

Frauen
- Carmel Clark

- 100 Meter Freistil: Vorrunde, Platz 28
- 100 Meter Rücken: Platz 8
- 200 Meter Rücken: Platz 8

- Anna Doig

- 100 Meter Freistil: Vorrunde, Platz 39
- 200 Meter Schmetterling Vorrunde, Platz 20

- Gail Jonson

- 200 Meter Schmetterling: Vorrunde, Platz 19
- 200 Meter Lagen: Vorrunde, Platz 19
- 400 Meter Lagen: B-Finale, Platz 15

### Segeln
- Bruce Kendall

- Windsurfen  Bronze

- Tom Dodson, Aran Hansen, Simon Daubney

- Soling: Platz 11

- David MacKay, Luke Carter

- Flying Dutchman: Platz 10

- Russell Coutts

- Finn:  Gold

- Rex Sellers, Chris Timms

- Tornado:  Gold

- Peter Evans, Bean Reeves

- 470er: Platz 14

### Synchronschwimmen
Frauen
- Katie Sadleir, Lynette Sadleir

- Duett: Vorrunde

### Wasserspringen
Männer
- Mark Graham

- Kunstspringen: Vorrunde, 18. Platz

- Gary Lamb

- Kunstspringen:Vorrunde, 22. Platz

Frauen
- Ann Fargher

- Kunstspringen: Platz 13